# Cartera de serveis socials de Catalunya
La Cartera de serveis socials de Catalunya és l'instrument que determina el conjunt de prestacions de la Xarxa de Serveis Socials d'Atenció Pública en funció del que dicta la llei 12/2007. La Cartera de serveis socials, aprovada pel decret 151/2008 de 29 de juliol, ha d'incloure totes les prestacions de serveis, econòmiques i tecnològiques del sistema públic de serveis socials. La Cartera de serveis socials ha de definir cada tipus de prestació, la població a què va destinada, l'establiment o l'equip professional que l'ha de gestionar, els perfils i les ràtios dels professionals de l'equip, i els estàndards de qualitat. En tots els casos ha de garantir l'accés a les prestacions amb el suport de l'Administració pública, tenint en compte criteris de progressivitat en la renda dels usuaris.
La Cartera es diferencia en prestacions garantides, que són exigibles com a dret subjectiu i que ha d'incloure, almenys, la necessitat d'una valoració professional prèvia i d'una prova objectiva que n'acrediti la necessitat. L'accés a les prestacions no garantides es fa d'acord amb el que estableix la Cartera de serveis socials i d'acord amb els Pressupostos de la Generalitat de Catalunya assignats i aplicant-hi els principis objectius de publicitat, prelació i concurrència. La persona usuària pot haver de participar en el pagament del cost de les prestacions que comportin substitució de la llar, alimentació, vestit, neteja de la llar i allotjament, d'acord amb la llei 12/2007 de serveis socials.

## Tipus de prestacions
La Cartera inclou tres tipus de prestacions:
- De serveis: Són les actuacions i les intervencions realitzades per equips professionals, que tenen com a finalitat la prevenció, el diagnòstic, la valoració, la protecció, la promoció, l'atenció i la inserció. Aquest tipus de prestacions tenen la condició de complement necessari de l’aplicació de qualsevol altre tipus de prestació social. Les prestacions de serveis inclouen els serveis socials bàsics i els serveis socials especialitzats.

- Econòmiques: Són prestacions dineràries amb l'objectiu d'atendre determinades situacions de necessitat. Es poden atorgar amb caràcter de:
  - Dret subjectiu: Exigibles quan es compleixen els requisits establerts per una normativa.
  - Dret de concurrència: Quan hi ha un límit pressupostari, es fa una convocatòria pública en la qual es prioritzen les situacions de més necessitat.
  - Urgència social: Quan s'atorguen per tal d'atendre d'una manera puntual i urgent una necessitat bàsica de subsistència.

- Tecnològiques: Són aquelles que per mitjà d'un producte atenen necessitats socials de la persona. Inclouen l'assistència tecnològica i la teleassistència domiciliària, les ajudes instrumentals destinades a mantenir o millorar l'autonomia personal i altres de naturalesa semblant que s'estableixin normativament.

## Procediment d'elaboració i d'aprovació de la Cartera de serveis socials
La Cartera de serveis socials és aprovada per decret del govern de la Generalitat i té una vigència quadriennal tot i que es pot revisar anticipadament d'acord amb el que estableixin les lleis de pressupostos. El Govern, en el procés d'elaboració i revisió de la Cartera de serveis socials, ha de garantir la participació cívica d'acord amb el que estableix la llei 12/2007, i ha de justificar qualsevol decrement en la Cartera respecte de la versió anterior amb informes del Consell General de Serveis Socials i del Comitè d'Avaluació de Necessitats de Serveis Socials, ha de garantir la codecisió dels ens locals titulars de part del sistema de serveis socials per mitjà del Consell de Coordinació de Benestar Social i ha de tenir en compte les dades del Sistema d'Informació Social i la informació procedent de les instàncies socials que siguin rellevants per als serveis socials. Per a municipis de menys de 20.000 habitants els serveis socials els assumeix la comarca.
Cal especificar, però, que la primera Cartera té una durada de dos anys, 2008-2009. A partir d'aquesta primera Cartera, les següents s'hauran de realitzar tenint en compte les previsions del Pla estratègic i hauran de comptar amb la participació del Consell General de Serveis Socials, del Consell de Coordinació de Benestar Social i del Comitè d'Avaluació de Necessitats de Serveis Socials.

## Criteris d'intervenció
El sistema públic de serveis socials ha d'ajustar la seva actuació a projectes o programes individuals, familiars, convivencials, de grup o comunitaris, en funció de les circumstàncies concurrents, per a acomplir millor l'atenció social i la inserció. Les actuacions de serveis socials han de garantir per a cada persona o unitat de convivència la globalitat i la integritat de les intervencions, i han d'aplicar els recursos de la manera més adequada. Per reglament, s'estableix que cada persona o unitat de convivència que accedeixi a la Xarxa de Serveis Socials d'Atenció Pública ha de tenir assignat un professional o una professional de referència, que preferentment ha d'ésser el mateix i que habitualment ha d'ésser un treballador o treballadora social dels serveis socials bàsics. El professional o la professional de referència té les funcions de canalitzar les diverses prestacions que la persona o la unitat de convivència necessita, vetllar per la globalitat de les intervencions i per la coordinació entre els equips professionals de serveis socials i les altres xarxes de benestar social, afavorir la presa de decisions i agilitar-les.